# Заказник Яснопільський
Заказник «Яснопільський»  — ландшафтний заказник місцевого значення в Україні. Розташований поблизу села Яснопільщина. Після ліквідації Липоводолинського району 19 липня 2020 року село увійшло до Роменського району Сумській області.  Заказник створено з метою збереження цінного природного комплексу.

## Історія створення
Ландшафтний заказник "Яснопільський" як об'єкт природно-заповідного фонду місцевого значення на території Роменського району. Статус надано рішенням сесії обласної ради від 22.12.2021 «Про зміни в мережі територій та об'єктів природно-заповідного фонду області». Відтепер Яснопільський заказник входить до складу природно-заповідного фонду України, охороняється як національне надбання, щодо якого встановлюється особливий режим охорони, відтворення й використання. Перебуває у віданні: ДП «Роменський лісгосп» (Томашівське л-во, кв. 57). Використання території заказника дозволяється в оздоровчих, освітньо-виховних цілях, проведення науково-дослідних робіт, якщо цим не наноситься шкода природі і при погодженні з управлінням екології та природних ресурсів Сумської обласної державної адміністрації та адміністрації.

## Опис
Ландшафтний заказник «Яснопільський» знаходиться на північному заході і півночі від села Яснопільщина Роменського району. Площа заказника – 31,5 га.Територія представлена двома неширокими балками, які мають слабо змиті  мологумусні чорноземи. Схили балок зарослі залишками корінних угруповань лучно-степової рослинності та природним поновленням деревно-чагарникової рослинності.
Заказник має особливу  природоохоронну, наукову, естетичну, рекреаційну цінність і виділені з метою збереження природної різноманітності ландшафтів, генофонду тваринного і рослинного світу, підтримання загального екологічного балансу та забезпечення фонового моніторингу навколишнього природного середовища.

## Фауна і флора
Зростає популяція виду, занесеного до Переліку видів рослин, тварин і грибів, що підлягають особливій охороні на території Сумської області.  Тут ростуть конюшина, первоцвіт, анемона. У складі фауни спостерігаються тварини, занесені до Червоної книги України (горностай,— синявець Мелеагр, жук-олень), Європейського Червоного списку (равлик виноградний), Бернської конвенції (яструби великий та малий, канюк звичайний, сова вухата, повзик звичайний, одуд, соловейко східний, вівсянка звичайна та ін.).